# Modigliana
Modigliana är en ort och kommun i provinsen Forlì-Cesena i regionen Emilia-Romagna i Italien. Kommunen hade 4 474 invånare (2018).